# Yashar Najafov
Yashar Najafov (9 de junho de 1999) é um judoca azerbaijano. Competiu nos Jogos Olímpicos de Verão de 2024 em Paris, sendo eliminado na primeira fase.
Triunfou no Grand Slam de Baku em 2023 e ganhou o bronze em 2024. Foi medalha de prata no Grand Slam de Telavive em 2022. Najafov triunfou no Grande Prémio de Zagreb em 2022. Conquistou uma medalha de bronze no Grande Prémio de Dushanbe em 2023. Conquistou a medalha de bronze no Grand Slam de Ulaanbaatar em 2023. Yashar conquistou uma medalha de bronze nos Jogos Mundiais Universitários de verão, em Chengdu, em 2023. Najafov ganhou a prata no Grande Prémio de Portugal em 2024.